# Волошка савранська
Волошка савранська (Centaurea savranica) — вид рослин з родини айстрових (Asteraceae), поширений у Молдові та Україні.

## Опис
Дворічна рослина 30–60 см заввишки. Стебла мало розгалужені, на всій довжині білуваті від павутинистого запушення. Обгортка 12–15 мм довжиною, характерно двоколірна від темно-пурпурового забарвлення її листочків, і пальових придатків; придатки її середніх листочків, з 6–8 парами бахромок, без помітних плівчастих вушок при основі. Сім'янка 2.7–3.5 мм завдовжки, чубчик 2–2.7 мм завдовжки

## Поширення
Поширений у Молдові та Україні.
В Україні вид зростає на річкових пісках. Рідко на терасі р. Саврані (Одеська обл., с. Пужайкове) — у Лісостепу, Степу, Криму (крім гірських букових лісів і яйл), зазвичай.